# IS Open 2013
L'IS Open 2013 è stato un torneo di tennis facente parte della categoria ATP Challenger Tour nell'ambito dell'ATP Challenger Tour 2013. È stata la 1ª edizione del torneo che si è giocata a São Paulo in Brasile dal 30 settembre al 6 ottobre 2013 su campi in terra rossa e aveva un montepremi di €35,000+H.

## Partecipanti singolare

### Teste di serie
| Nazionalità | Giocatore              | Ranking* | Testa di serie |
| ----------- | ---------------------- | -------- | -------------- |
| Slovenia    | Blaž Kavčič            | 106      | 1              |
| Colombia    | Alejandro González     | 108      | 2              |
| Paesi Bassi | Thiemo de Bakker       | 110      | 3              |
| Argentina   | Guido Pella            | 115      | 4              |
| Russia      | Andrej Kuznecov        | 117      | 5              |
| Argentina   | Martín Alund           | 121      | 6              |
| Portogallo  | Gastão Elias           | 129      | 7              |
| Brasile     | Rogério Dutra da Silva | 133      | 8              |

- Ranking al 23 settembre 2013.

### Altri partecipanti
Giocatori che hanno ricevuto una wild card:
- Leonardo Kirche
- Daniel Dutra da Silva
- Thiago Monteiro
- Tiago Lopes

Giocatori che sono passati dalle qualificazioni:
- Bjorn Fratangelo
- Pedro Sakamoto
- Marcelo Demoliner
- Artem Sitak

## Vincitori

### Singolare
Guido Pella ha battuto in finale  Facundo Argüello con il punteggio di 6–1, 6–0

### Doppio
Roman Borvanov /  Artem Sitak hanno battuto in finale  Sergio Galdós /  Guido Pella con il punteggio di 6–4, 7–6(3)